# Sérgio Godinho
Sérgio Godinho (Oporto, 31 de agosto de 1945) es un poeta, compositor e intérprete portugués.
Como autor, compositor y cantor, se personifica perfectamente su composición “O Homem dos 7 Instrumentos” (El hombre de los siete instrumentos. Representándose un poco a sí mismo como personaje multifacético, ha intervenido en películas, series de televisión y obras de teatro, en las que ocasionalmente hace de realizador.

## Historia
A los 20 años se va de Portugal, regresando tras la guerra colonial portuguesa. Permanece 9 años alejado de su país. Su mayor vínculo lo establece con la capital francesa, París, donde forma parte durante dos años del musical "Hair" y comienza a esbozar sus primeras canciones, tomando contacto con e otros músicos portugueses, como José Mário Branco, Zeca Afonso y Luís Cília. Posteriormente viajó por Ámsterdam, Brasil y Vancouver.
En 1971 colabora en el primer álbum en solitario de José Mário Branco, Mudam-se os tempos mudam-se as vontades (Cambian los tiempos, cambian las voluntades), y logra ese mismo año hacer realidad su debut discográfico, al grabar, en suelo francés el LP Os sobreviventes (los supervivientes). Todavía en el exilio grabó el álbum Pré-histórias (prehistorias), en 1972.
A pesar de la constante censura, estos álbumes conseguirían alcanzar popularidad entre el público portugués al año siguiente, e incluso la prensa le declaró "autor del año", y a Os Sobreviventes como “Disco del año”.
Ya en Canadá, contrae matrimonio con su primera esposa, Shila, compañera en la compañía de teatro The Living Theatre. Se establece en una comunidad hippie de Vancouver, y en este lugar recibe la noticia de la Revolución de los Claveles, que le lleva a regresar a Portugal. 
Ya en tierras lusitanas, edita o álbum À queima-roupa (a quemarropa, 1974) un éxito que interpreta por todo el país, actuando en manifestaciones populares que fueron frecuentes tras la revolución del 25 de abril. 
Desde entonces su carrera no ha cesado nunca. Dos de sus canciones más aclamadas son: "É terça-feira" (es martes) y "Com um brilhozinho nos olhos" (Con un brillito en los ojos).

## Discografía

### Álbumes
- Os sobreviventes (1971)
- Pré-histórias (1972)
- À queima-roupa (1974)
- De pequenino se torce o destino (1976)
- Pano-cru (1978)
- Campolide (1979)
- Canto da boca (1981)
- Coincidências (1983)
- Salão de festas (1984)
- Na vida real (1986)
- Os amigos de Gaspar (1988)
- Aos amores (1989)
- Tinta permanente (1993)
- Domingo no mundo (1997)
- Lupa (2000)
- O irmão do meio (2003)
- Ligação directa (2006)
- Mútuo consentimento (2011)
- Caríssimas cançoes (2013)
- Nação valente (2018)

### Álbumes en directo
- Noites passadas (1995)
- O elixir da eterna juventude (1996)
- Rivolitz (1998)
- Afinidades (com os Clã) (2001)
- Nove e Meia no Maria Matos (2008)
- Liberdade ao Vivo (2014)

### Recopilaciones
- Era uma vez um rapaz (1985)
- Escritor de canções (1990)
- Biografias do amor (2001)
- Setenta e Um - Oitenta e Seis - O melhor de Sérgio Godinho (2004)

### Bandas sonoras
- A Confederação (LP, Diapasão/Sassetti) (1978)
- Kilas, o mau da fita (1979)

### EP
- Romance de um dia na estrada (Guilda da Música/Sassetti) (1971)

### Sencillos
- Na Boca do lobo (Guilda da Música/Sassetti) (1975)
- Liberdade (Sassetti) (1975)
- Nós por cá todos bem (Diapasão) (1977)
- Kilas, o mau da fita (Philips) (1981)
- Tantas vezes fui à guerra (Philips) (1983)

### Colaboraciones
- Fausto Bordalo Dias - Madrugada dos Trapeiros (1977)
- Espanta Espíritos - Espanta Espíritos (1995)
- Despe e Siga . Tema: Tou Bom . Album: Os Primos (1995)
- Silence 4 . Tema: Sexto Sentido . Album: Silence become it (1998)
- Clã . Tema: O Sopro do Coração . Album: Lustro (2000)
- Gabriel, o Pensador . Tema: Tás a ver? . Album: Tás a ver? (2003)
- Manuel Paulo . Tema: Casa Inacabada com Baloiço na Janela . Album: O Assobio da Cobra (2004)
- José Mário Branco . Tema: Pão Pão . Album: Resistir é vencer (2004)
- Joana Melo . Tema: Com um brilho nos olhos . Album: Operação Triunfo (2004)
- Sons da Fala - Sons da Fala (2007)
- Camané . Tema: Sonhar Durante o Fado . Album: Sempre de Mim (2008)
- Cristina Branco . Tema: Bomba-Relógio . Album: Kronos (2009)
- Três cantos ao Vivo, con Fausto Bordalo Dias e José Mário Branco (Doble CD + DVD 2009)
- Sérgio Godinho e As Caríssimas 40 Canções. Con Manuela Azevedo
- Jorge Palma e Sérgio Godinho – Ao vivo no Theatro Circo, con Jorge Palma (2015)

### Colectivos
- 14. Festival des politischen Liedes (1984)

### DVD
- Sérgio Godinho - De Volta ao Coliseu (2006)

## Libros
- Canções de Sérgio Godinho, con prefacio de Arnaldo Saraiva
- Retrovisor - Uma Biografia Musical de Sérgio Godinho, por Nuno Galopim (2006)
- As Letras como Poesia
- O Pequeno Livro Dos Medos - Literatura infantil (2007)
- Liberdade
- O Primeiro Gomo da Tangerina - Literatura infantil
- Sérgio Godinho e as 40 ilustrações
- Caríssimas Canções
- Vidadupla - cuentos (2014)
- Coração mais que perfeito - romance (2017)